# Єлена Валевска
Єлена Валевська (26 жовтня 1980) — македонська співачка турбо-фольклорної та поп-музики. 
Через зовнішність та музичний стиль, що нагадує сербську поп-співачку Світлану Ражнатович (Цецу), її іноді називають «македонською Цецою». У 2007 році Валевська провела світовий тур, виступаючи перед великою аудиторією діаспори.
У 2008 році оголосила про вагітність, через що робить перерву від музики. На початку 2008 року вступила в шлюб в Охриді.

## Дискографія
- Пу пу машала [3]
- Говорот на телото[4]
- Жена огнена